# Sedalia, Kentucky
Sedalia är en så kallad census-designated place i Graves County i Kentucky. Vid 2010 års folkräkning hade Sedalia 295 invånare.